# Carex sahnii
Carex sahnii är en halvgräsart som beskrevs av Ghildyal och Upendra Chandra Bhattacharyya. Carex sahnii ingår i släktet starrar, och familjen halvgräs.
Artens utbredningsområde är Sikkim. Inga underarter finns listade i Catalogue of Life.